# Driving range

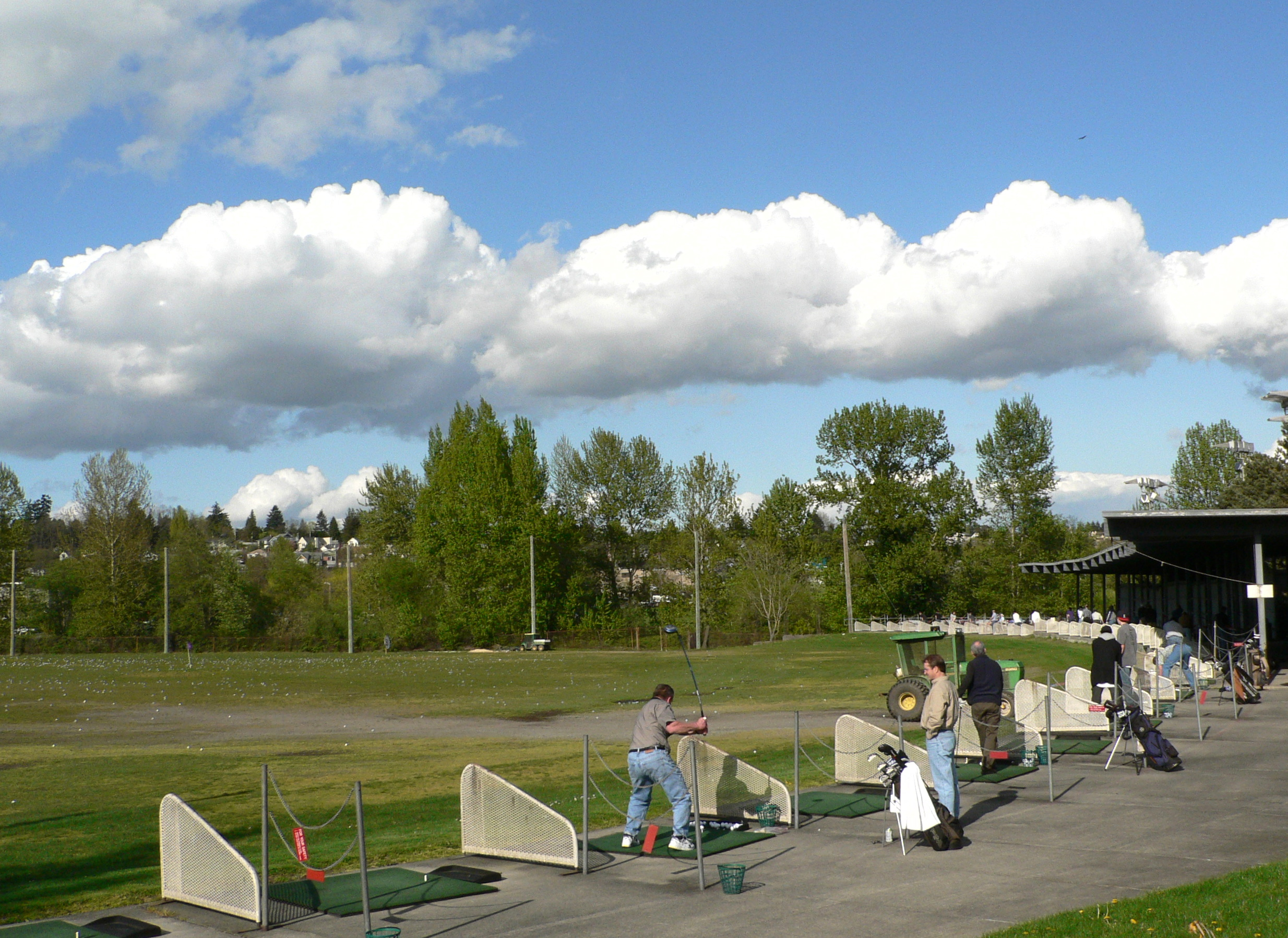
Drivingrange met 43 afslagplaatsen van de Universiteit van Washington.

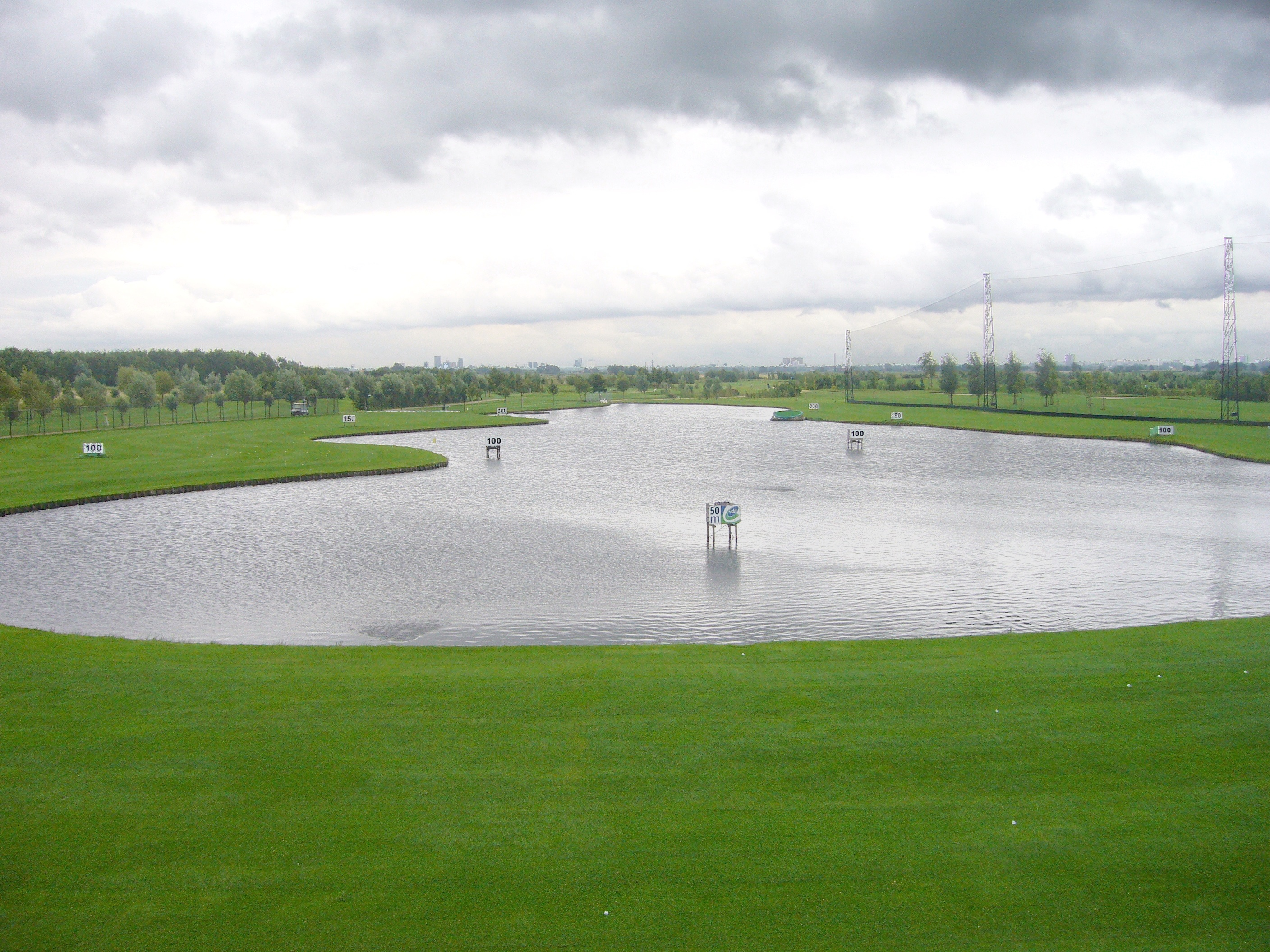
Drivingrange op Delfland

Een driving range is een oefenterrein voor golfspelers. Veel golfbanen beschikken over een driving range, maar er bestaan ook driving ranges zonder een golfbaan, of enkel met een par 3 oefenbaan.
Op een driving range bevinden zich meerdere afslagplaatsen naast elkaar, waar spelers ballen kunnen slaan. Dit doen zij om twee redenen: als oefening of als warming-up voordat zij gaan spelen. Ter indicatie van de geslagen afstand staan op de meeste driving ranges borden op bepaalde afstanden.

## Oefenballen
Bij de driving range staat een ballenmachine, waar de speler een emmertje ballen kan halen om mee te oefenen. Ballen die op een drivingrange worden gebruikt zijn niet geschikt om mee op de baan te spelen. Meestal staat er een gekleurde streep op, zodat ze herkenbaar zijn en niet worden meegenomen.

## Gras
Voor de afslagplaatsen ligt meestal een omheind grasveld met een diepte van ongeveer 250 meter. Bij de drivingranges in Nederland zijn veel afslagplaatsen overdekt.

## Water
Er zijn ook driving ranges waar je de ballen in een meer slaat. Een voorbeeld daarvan is de drivingrange op Golfbaan Delfland. In het meer staan palen met afstandsborden. Een vergelijkbare drivingrange is gelegen aan het Naarderbos en golfbaan Ooghduyne in Julianadorp.